# Tempête solaire : Au péril de la Terre
Pour les articles homonymes, voir Tempête (homonymie).
Tempête solaire : Au péril de la Terre (CAT. 8) est un téléfilm canadien en deux parties réalisé par Kevin Fair (en), diffusé en 2013.

## Synopsis
Le programme de recherche HFD (Déflagrateur à Haute Fréquence), initié par le Dr Michael Ranger, avait pour but de contrecarrer le problème du réchauffement climatique. Repris par une société d’armement, le HFD va être testé en tant qu’arme. Lors des premiers essais, en présence du président des États-Unis et du secrétaire à la Défense, un accident irréversible se produit et endommage le soleil, provoquant éruptions solaires et séismes. Contre l’avis du gouvernement, Jane Winslow, qui pilote les essais, fait alors appel au Dr Michael Ranger…

## Fiche technique
Sauf indication contraire, les informations mentionnées dans cette section peuvent être confirmées par la base de données cinématographiques IMDb,  présente dans la section « Liens externes ».
- Titre original : CAT. 8
- Titre français : Tempête solaire : Au péril de la Terre
- Réalisation : Kevin Fair
- Scénario : Donald Martin
- Photographie : Bernard Couture
- Sociétés de production : Muse Entertainment Enterprises[1] et Sonar Entertainment[2]
- Pays d'origine :  Canada
- Langue originale : anglais
- Format : couleur - 1,78:1 - son Dolby Digital
- Durée : 180 minutes
- Dates de sortie : 
  - Belgique : 8 février 2013 (première mondiale)
  - France : 1er mai 2013 sur M6
  - Canada : 15 et 22 juillet 2013 sur Space[3]
  - États-Unis : 22 juillet 2013 sur ReelzChannel[4]

## Distribution
Sauf indication contraire, les informations mentionnées dans cette section peuvent être confirmées par la base de données cinématographiques IMDb,  présente dans la section « Liens externes ».
- Matthew Modine (VF : Nicolas Marié) : Dr Michael Ranger
- Maxim Roy (VF : Catherine Hamilty) : Dr Jane Whitlow
- Ted Whittall (en) (VF : Bruno Dubernat) : le secrétaire de la défense Brian Lee
- Trevor Hayes (de) (VF : Laurent Mantel) : Jack Strauss
- Kate Drummond (en) (VF : Rafaèle Moutier) : Beverly Hillcroft
- Kalinka Petrie (de) : Karen Ranger
- Spiro Malandrakis (de) (VF : Nicolas Beaucaire) : l'officier Tim Davis
- Alain Goulem (de) (VF : Marc Bretonnière) : le président Duncan
- Susan Hogan (VF : Évelyne Grandjean) : la vice-présidente Alice Crane
- Francis X. McCarthy (en) (VF : Philippe Ariotti) : William Danville
- Dan Bingham (VF : Frédéric Popovic) : Peter Simpson, technicien du HFD
- Danny Blanco Hall (VF : Lionel Henry (acteur)) : Carver
- Ray Galletti (VF : Éric Marchal) : le sénateur Maxwell
- Kimberly-Sue Murray (VF : Anouck Hautbois) : Rebecca, technicienne du HFD

 Source et légende : version française (VF) sur RS Doublage et selon le carton du doublage français.